# Hermann Cohen (pianiste)
Pour les articles homonymes, voir Hermann Cohen et Cohen.
Hermann Cohen, né à Hambourg le 10 novembre 1820 et mort à Spandau (Berlin) le 20 janvier 1871, est un prêtre allemand, pianiste et compositeur de musique profane et religieuse. Issu d'une famille juive, il se convertit au catholicisme en 1847 et entre dans l'ordre des Carmes déchaux sous le nom d'Augustin-Marie du Très Saint Sacrement. Il est généralement connu sous le nom de « Père Hermann ».
Enfant prodige, à l'âge de 12 ans il part suivre une formation musicale à Paris auprès de Franz Liszt qui devient son maître pendant de nombreuses années. Ensemble, ils parcourent l'Europe et donnent de nombreux concerts. Jeune homme aux mœurs dissolues, et perdant beaucoup d'argent au jeu, il se brouille peu à peu avec son maître ; ils finissent par se séparer en 1841. Un jour, lors d'une messe en 1846, il fait l'expérience de la Présence réelle du Christ dans l'hostie et décide, par la suite, de se convertir au catholicisme. Très vite il souhaite devenir prêtre. Il cherche à vivre dans un ordre monastique et finalement entre dans l'ordre des Carmes déchaux en 1848. Il est ordonné prêtre en 1851.
Orateur enflammé, grand promoteur de l'adoration du Saint-Sacrement, il devient célèbre en Europe et fait une tournée de prédication, avant d'aller restaurer l'ordre du Carmel en Angleterre. Il fonde également plusieurs couvents en France. En 1867, il se retire dans un ermitage à Tarasteix, mais la guerre franco-allemande de 1870 l'oblige à émigrer en Suisse. De là, il part rapidement pour Spandau afin de s'occuper des prisonniers français. Il meurt de la variole le 20 janvier 1871.
Son procès en béatification a été ouvert.

## Biographie

### Enfance et jeunesse
Hermann Cohen est né à Hambourg le 10 novembre 1820. Il est le fils de David Abraham Cohen, un financier juif, et de son épouse Rosalie (née Rosalie Benjamin). La famille compte quatre enfants. Bien que ses parents ne soient pas très pieux, ils font néanmoins partie du judaïsme réformé et ils enseignent à leur fils les bases de la foi juive. Hermann Cohen étudie le piano dès l'âge de 4 ans et donne ses premiers concerts à l'âge de 7 ans à Altona et Francfort. Élève doué, il est loué par son professeur et devient le centre de l'attention familiale.
Lorsqu'il a 12 ans, sa mère décide de l'amener à Paris pour faire avancer sa formation musicale. Son père, qui est en butte à des difficultés financières, est contre cette idée. Sa mère Rosalie se rapproche des grands-ducs Georges de Mecklembourg-Strelitz et Frédéric-François Ier de Mecklembourg-Schwerin, afin d'obtenir leur soutien financier pour son fils. Sa requête étant couronnée de succès, elle prend ses enfants et s'installe à Paris.
La famille arrive à Paris en juillet 1834, mais elle apprend que, étant étranger, le jeune Hermann ne peut être admis au Conservatoire de Paris.

### L'élève de Franz Liszt

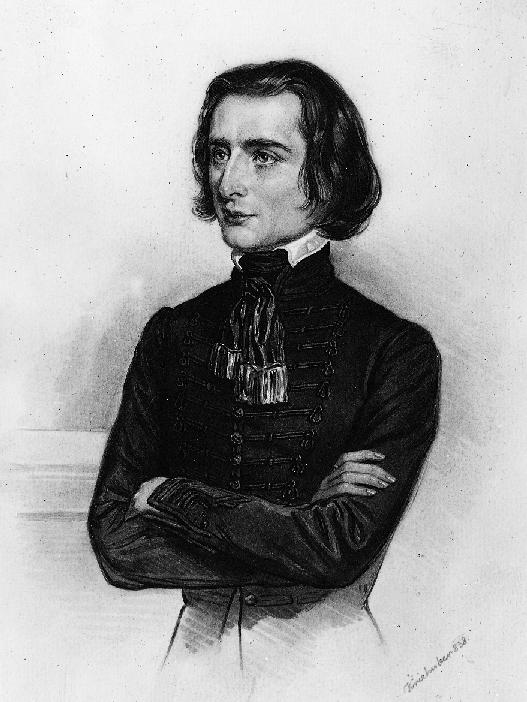
Franz Liszt par J. Kriehuber, 1838

Ce rejet conduit à un changement important dans la vie du jeune Hermann. Sa mère réussit à convaincre le virtuose Franz Liszt de le prendre comme élève. Malgré ses premières réticences, après l'avoir entendu jouer, et séduit par son bon visage, Liszt accepte. Cohen devient vite son élève préféré. Comme Liszt avait lui-même été surnommé Putzig (terme allemand pour signifier « mignon petit garçon ») par son propre maître Carl Czerny, Franz appelle son élève du nom de Puzzi (un diminutif de Putizg).
Liszt introduit Cohen dans son cercle social, en le présentant à ses amis : l'auteur George Sand et l'abbé de Lamennais, qui tous deux sont charmés par son protégé. George Sand le surnomme le « mélancolique Puzzi ». L'abbé de Lamennais offre au jeune garçon un exemplaire dédicacé de son livre, Paroles d'un croyant (pour lequel le prêtre vient d'être excommunié par le pape Grégoire XVI). L'ouvrage porte l'inscription : Souvenirs offerts à mon cher petit Puzzi.
En juin 1834, sans avertissement, Liszt quitte Paris avec sa nouvelle amante, la comtesse Marie d'Agoult, pour s'installer à Genève où il commence à enseigner au tout nouveau Conservatoire de musique de Genève. Désespéré par le départ soudain de son mentor, Hermann supplie Liszt de l'autoriser à le rejoindre. Finalement Liszt cède.
L'arrivée d'Hermann à Genève lui vaudra une longue inimitié de la part la comtesse.
Hermann continue de développer ses talents musicaux sous l'œil attentif de Liszt. Le 1er octobre 1835, il joue dans un concert parrainé par la princesse Cristina Trivulzio Belgiojoso. Avec Liszt et deux autres pianistes, il joue dans un Brillant Potpourri à quatre pianos sur des airs folkloriques de Carl Czerny. Durant ce mois d'octobre, Liszt intègre le jeune garçon à dix élèves de son école. À seulement 13 ans, le jeune Hermann Cohen semble promis à de grands succès.

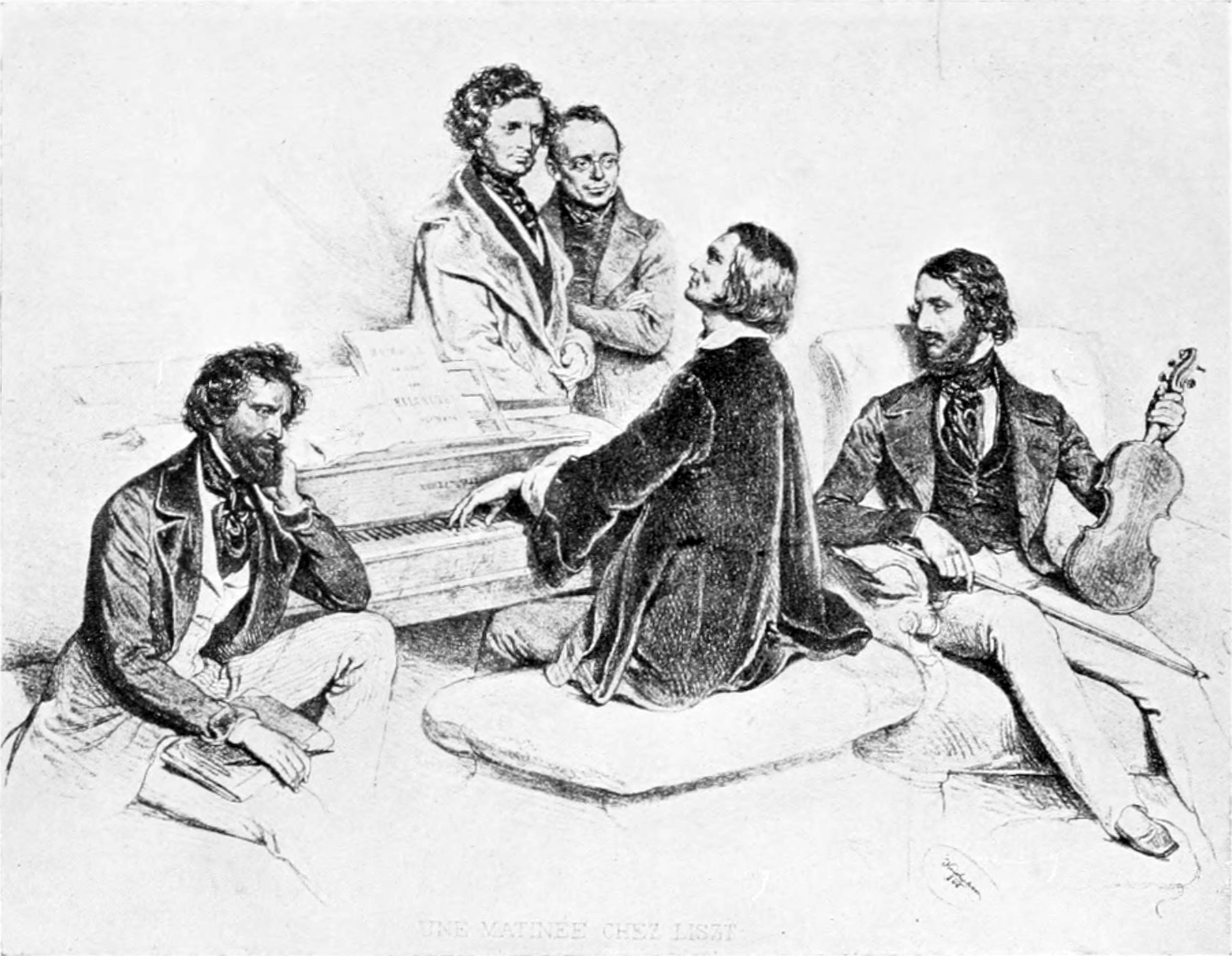
«A Morning with Liszt », 1884

Hermann devient le compagnon attitré de Liszt, il les accompagne, lui et la comtesse, durant leurs voyages de vacances dans la campagne suisse. Il se trouve également avec eux et George Sand lors d'un voyage à Chamonix. Il écrira plus tard « les circonstances m'ont amené à l'intérieur d'une famille non sanctifiée par les liens du mariage ».
Liszt est considéré dans le monde comme ayant des mœurs dissolues, à l'image de son groupe d'amis. Mais il se sent responsable d'apporter une éducation morale à son élève, tout autant qu'un perfectionnement technique. Un jour, il offre une Bible au jeune Hermann, ce qui le touche profondément. Plus tard, au cours d'un voyage, Hermann ressent une profonde expérience spirituelle quand Liszt joue une improvisation sur le Dies iræ du Requiem de Mozart aux grandes orgues de la cathédrale Saint-Nicolas de Fribourg.

### Tournées européennes

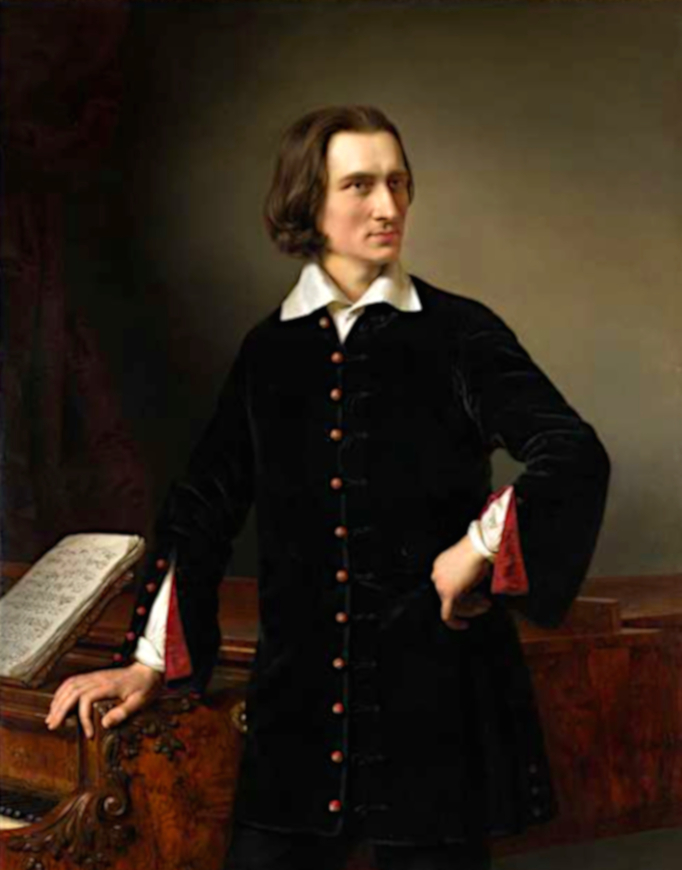
Portrait de Franz Liszt par Miklós Barabás (1847).

Liszt et son cercle d'amis rentrent à Paris en 1837. La princesse Cristina Trivulzio Belgiojoso a organisé un concours célèbre entre Liszt et son plus grand rival de l'époque : Sigismund Thalberg. Elle profite de l'occasion pour rencontrer Hermann avec qui elle se liera d'amitié et deviendra son mécène. Alors que ses dettes croissantes menacent de noyer le jeune garçon, la princesse organise un concert pour le renflouer, mais celui-ci s'avérera infructueux. Apparemment, cet échec serait dû au manque d'entraînement d'Hermann causé par le mode de vie paresseux et dissolu qu'il avait adopté.
Le choc de cet échec conduit Hermann à retourner à Hambourg, où il demande l'aide de son père.
Seul et lui-même dans une situation financière difficile, l'aîné de la famille Cohen ne voit aucun intérêt à aider son fils.
Hermann se tourne alors vers un ancien mécène, le grand-duc Georges de Mecklembourg-Strelitz, qui parraine plusieurs concerts pour lui afin de lever des fonds. Le succès de ces concerts permet au jeune garçon de revenir à Paris. Il y rencontre un chanteur populaire italien nommé Mario, avec qui il s'associe. Le duo se rend à Londres, où Hermann améliore ses compétences musicales et connaît un certain nombre de succès lors de ses concerts.
À nouveau aux prises avec des dettes (le jeune homme a pris goût pour les jeux d'argent, et il perd de grosses sommes à la roulette), en 1839 Hermann commence à s'éloigner de ses mentors, tant Liszt que la comtesse, du fait de son mode de vie. La comtesse d'Agoult utilise une liaison qu'il a eue avec une femme mariée durant sa campagne afin de le discréditer aux yeux de Liszt qui néanmoins, conserve Hermann comme compagnon pour ses tournées de concerts à travers l'Europe jusqu'à la fin 1840. Pour Hermann, ses liens avec Liszt n'étaient cependant pas sans conséquences.
Friedrich Wieck, le père de la future Clara Schumann, commence à critiquer publiquement tant Liszt qu'Hermann Cohen dans des journaux à Leipzig. Il[Qui ?] était furieux que Liszt soutienne Robert Schumann dans sa propre plainte en justice contre Wieck : « Pour démontrer pourquoi sa fille de vingt ans, Clara Schumann, ne devrait pas se marier avec Schumann »[pas clair]. Si Liszt a laissé passé les accusations, Hermann Cohen choisit de porter l'affaire en justice et dépose plainte contre Friedrich Wieck pour avoir gain de cause.
L'année 1841 voit la rupture définitive entre Hermann et Liszt : l'adolescent est accusé d'avoir détourné des fonds de certains concerts que Liszt avait donnés à Dresde. Hermann essaie de démontrer son innocence et demande, sans succès, à sa mère d'intercéder en sa faveur auprès de son ancien ami. Il sent alors sa vie détruite. Plus tard, il dira que cette expérience fut le résultat d'un « complot ourdi en enfer ». Il passe alors les cinq années suivantes à voyager à travers l'Europe (Venise, Paris, Londres, différentes villes d'Allemagne) avec sa mère et sa sœur Henriette, jouant des concerts et composant des œuvres pour piano.

### Sa conversion
Cohen s'installe à Paris en octobre 1846, où il partage un appartement avec un ami artiste. Le printemps suivant, il rencontre une écuyère populaire, Céleste Mogador, avec qui il partage un amour profond de la musique, et tombe amoureux d'elle. La relation est de courte durée, mais la rupture est brutale : il indique à Céleste qu'il se sent appelé à placer sa vie dans les mains de Dieu.
Dégoûté par sa vie mondaine, il commence à visiter les églises de la ville (où il reste des heures en prière), et recherche des conseils spirituels.
En mai 1847, tout en jouant de l'orgue pour un service de bénédiction dans l'ancienne église de Saint-Valère[Où ?], au moment de l'élévation du Saint-Sacrement, il est submergé par une expérience spirituelle, douce et puissante. Le vendredi suivant, il ressent cette même sensation, et il est « frappé de l'idée subite de se faire catholique ». Il commence alors à se rendre de temps en temps à la messe. Le 8 août, alors qu'il assiste à la messe à Ems, au moment de l'élévation de l'hostie, il ne peut contenir un flot de larmes : « Spontanément, comme par intuition, je me mis à faire à Dieu une confession générale de toutes les énormes fautes commises depuis mon enfance : je les voyais là, étalées devant moi par milliers, hideuses, repoussantes... Et cependant, je sentis aussi, un calme inconnu qui vint répandre son baume sur mon âme, que le Dieu de miséricorde me les pardonnerait, qu'il aurait pitié de ma sincère contrition, de ma douleur amère... Oui, je sentis qu'il me faisait grâce, et qu'il acceptait en expiation ma ferme résolution de l'aimer par-dessus tout et de me convertir à Lui désormais. En sortant de cette église d'Ems, j'étais déjà chrétien par le cœur... ».
Mais Hermann Cohen ne connaît aucun prêtre, sauf l'abbé Lamennais, et redoute d'en approcher un. Il est introduit auprès du père Théodore Ratisbonne, lui-même juif converti et prosélyte, qui à son tour, le présente à l'abbé Legrande. Ce dernier le forme dans la foi catholique.

### Baptême

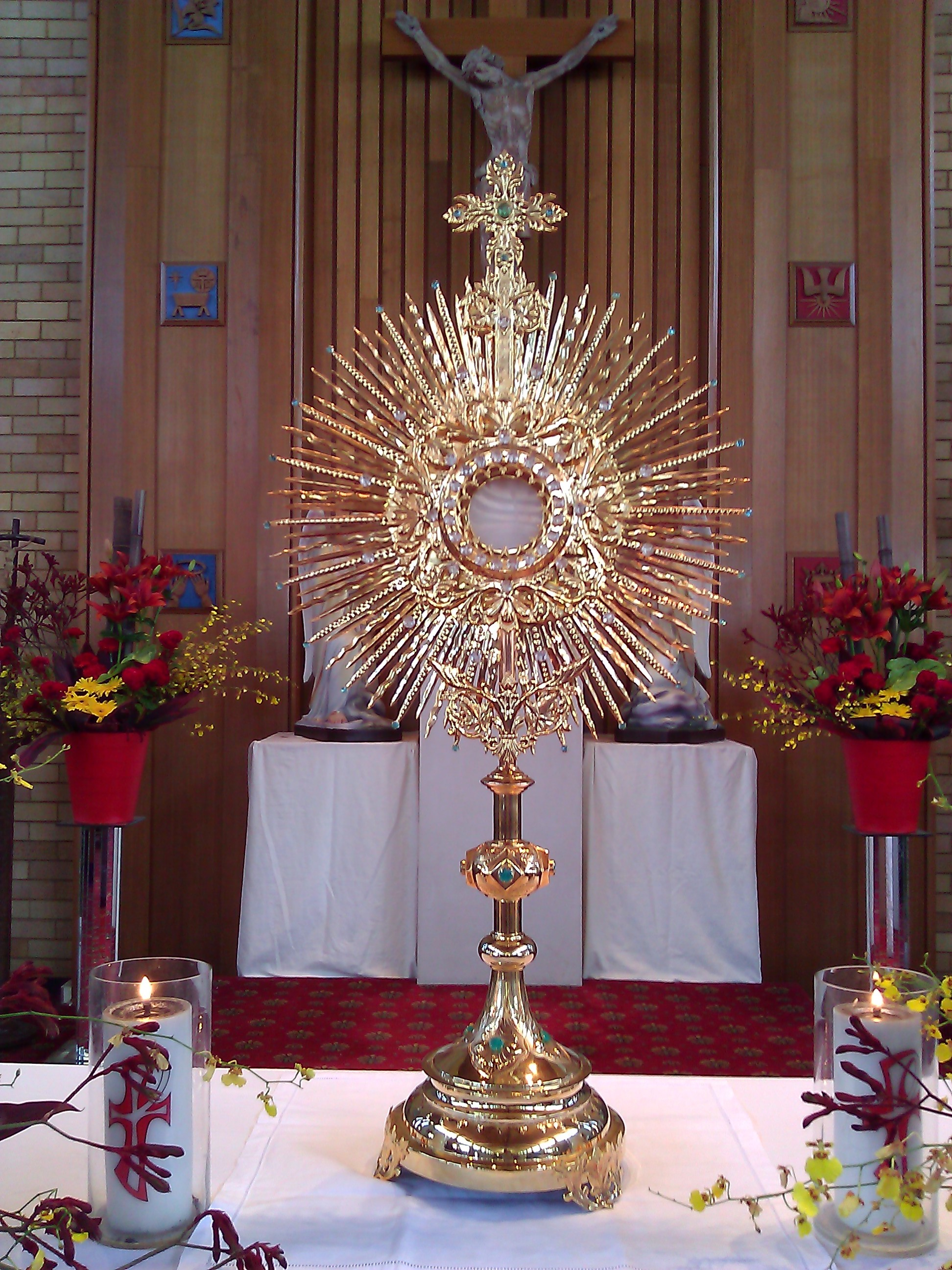
L'adoration du Saint-Sacrement, une pratique popularisée par le père Hermann.

Avec pour marraine la duchesse de Rauzan, Hermann Cohen est baptisé le 28 août 1847, sous le nom de Marie-Augustin-Henri. Le baptême a lieu dans la chapelle de Notre-Dame de Sion, en présence d'Alphonse Ratisbonne (fondateur avec son frère Théodore de la Congrégation de Notre-Dame de Sion), et de nombreux catholiques d'origine juive.
Hermann raconte que lors de son baptême, il a eu une « apparition » du Christ, de Marie et de saints dans une « lumière brillante » ainsi qu'une « expérience bouleversante d'amour ».
Hermann est confirmé le 3 décembre 1847 par Mgr Affre, archevêque de Paris.
À la suite de sa propre expérience et avec le soutien de Jean-Baptiste de Bouillé, l'archevêque de Poitiers, il commence immédiatement à populariser la pratique de l'adoration nocturne, par les fidèles, du Saint-Sacrement.
En novembre (quelques semaines avant sa confirmation), il décide de devenir prêtre.
Cependant, avant de se lancer dans cette formation, il doit régler des dettes de jeu considérables qu'il a accumulées au cours de sa vie publique. Il lui faut deux années passées en tant qu'enseignant au collège Stanislas et en donnant des leçons privées à de jeunes dames pour réussir à solder ses dettes.
Durant ces deux ans, il vit dans des quartiers modestes et passe des heures en prière avec un groupe de jeunes hommes qui partagent son enthousiasme spirituel. Il va également rencontrer par hasard George Sand qui, autrefois, lui avait prodigué beaucoup d'affection. Elle se détournera de lui avec dégoût en disant « Être perdu ! Tu n'es rien de moins qu'un vil moine ».
Attiré par la vie monastique, le jeune Marie-Augustin-Henri se rapproche des moines bénédictins de l'abbaye de Solesmes, qui étaient connus pour leurs études en vue du renouveau du chant grégorien. Mais ces derniers déclinent sa demande. Il se tourne alors vers le père Lacordaire, qui était en train de rétablir l'Ordre dominicain en France, après sa destruction sous la Révolution française. Lacordaire lui conseille de trouver un ordre religieux plus monastique que les Dominicains. Hermann Cohen explore alors la branche la plus austère de l'Ordre du Carmel : les carmes déchaux (qui suivent les réformes des mystiques espagnols, Jean de la Croix et Thérèse d'Avila, Thérèse était en partie d'origine juive),. Il se sent appelé dans cet ordre, fondé à l'origine sur le mont Carmel en Israël, dans la filiation du prophète Élie.
Mais le fait d'être un converti récent présentait un obstacle à son admission dans les ordres, d'après le droit canonique de l'Église : il devait faire une visite personnelle à Rome pour obtenir une dispense papale, ce qu'il obtient.

### Entrée au Carmel
Hermann Cohen donne un concert d'adieu qui solde ses dettes dans les jours précédant la Révolution de 1848 (action nécessaire avant qu'il puisse être admis dans l'Ordre). Au lieu de rejoindre la lutte dans les rues, il passe la nuit en adoration devant le Saint-Sacrement, ce qui était sa dévotion préférée. Il entre au noviciat des Carmes Déchaux au Broussey (Rions) le 19 juillet 1848. Il reçoit l'habit religieux le 6 octobre 1849, sous le nom d'« Augustin-Marie du Très Saint-Sacrement ». Il fait sa profession religieuse le 7 octobre 1850. Il part ensuite étudier la théologie, ce qui constituera pour lui un défi majeur, compte tenu que son éducation scolaire s'est arrêtée à l'âge de dix ans. Après avoir obtenu une exemption pour certains des cours obligatoires, il est ordonné prêtre le 19 avril 1851.

### Le prédicateur et fondateur
Une fois ordonné, le père Augustin-Marie se lance dans un ministère de la prédication, qui le conduira dans toutes les capitales de l'Europe. Il prêche à des milliers de personnes à Genève, Bordeaux, Lyon et à Paris devant des foules massées dans des églises de premier plan, telles que Saint-Sulpice et de Sainte-Clotilde. Le poète Charles Baudelaire, a écrit qu'il trouvait les sermons du père Augustin-Marie fascinants. Son humilité, son éloquence fougueuse, et l'intérêt suscité par sa conversion font de lui un prédicateur populaire, malgré ses études limitées.
Il devient une figure principale dans la restauration des Carmes en France, en prenant un rôle actif dans la fondation de plusieurs prieurés de pères dans le sud de la France : Bagnères-de-Bigorre (1853), Lyon (1857) et un ermitage à Tarasteix, près de Lourdes (1857).

### Réconciliation avec Liszt

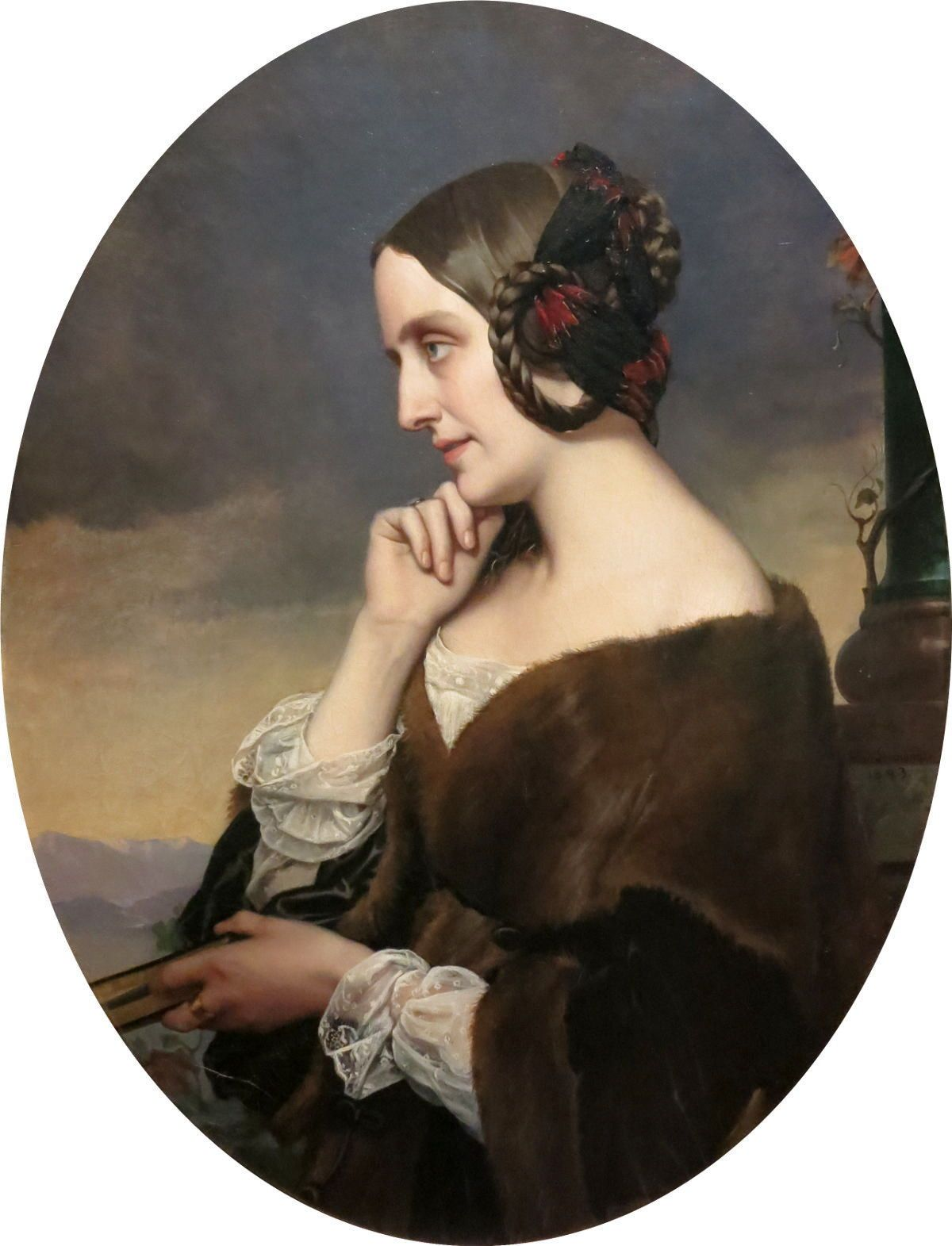
Marie d'Agoult en 1843, par Henri Lehmann, la compagne de Liszt, qui se réconciliera avec Hermann.

En 1852, Hermann et Liszt (qui était connu pour sa générosité d'esprit), renouvellent leur lien d'amitié par correspondance. Le père Augustin-Marie invite son ancien mentor à lui rendre visite en France, mais Liszt, qui vit alors à Weimar, est incapable de faire ce voyage. En 1855, la fille de Liszt, Blandine, rapportera dans une longue lettre à son père, que sa tentative de médiation avec sa mère auprès de sa grand-mère, Maria Anna Liszt, est restée un échec : elle continue de détester Hermann. En 1857, Liszt invite à son tour son ami Hermann à venir lui rendre visite, plaidant que la maladie ne lui permet pas de faire le voyage.
En juin 1862, Hermann Cohen et Liszt se trouvent à Rome. À cette époque, Liszt se trouve être lui-même clerc, après avoir reçu les ordres mineurs et être devenu tertiaire franciscain. Ils se rencontrent alors pour la première fois depuis des années. Ils passent alors trois semaines ensemble, jouant de la musique et marchant dans le Colisée. C'est à ce moment-là, que la mère de Liszt, Maria Anna Liszt, cesse de voir Hermann à cause de l'antisémitisme qu'elle avait affiché durant toute sa vie.

### Mission en Grande-Bretagne
La renommée du père Augustin-Marie comme prédicateur conduit à une invitation du cardinal Wiseman à venir en Angleterre pour y rétablir l'Ordre du Carmel, après sa suppression lors de la dissolution des monastères au XVIe siècle. Pour cette mission, il reçoit une bénédiction spéciale du Pape Pie IX. Il arrive à Londres en 1862, ayant 7 £ (soit environ 570 ₤ en 2014, ou 720 €) pour financer son œuvre.
Il ouvre un nouveau prieuré avec une procession religieuse publique, la première tenue par les catholiques anglais depuis l'époque des Tudors. En 1864, il attire l'attention d'un plus ample public lorsqu'il fait face à une foule immense et goguenarde : il monte sur l’échafaud de la prison de Newgate pour administrer les derniers sacrements à six marins catholiques sur le point d'être pendus, sous les railleries du public. Il est salué pour sa bravoure par le Times de Londres. Son action était une première depuis la réforme anglicane.

### Derniers jours
En 1867, le père Augustin-Marie prend sa retraite à l'ermitage qu'il a fondé à Tarasteix. Durant cette période, sa vue commence à baisser ; un glaucome est diagnostiqué. Dédaignant l'opération prescrite par ses médecins, il choisit de faire un pèlerinage au Sanctuaire de Notre-Dame de Lourdes. Baignant ses yeux dans la source miraculeuse du sanctuaire, sa vue est immédiatement rétablie. Il retourne alors, complètement guéri, à sa vie de solitude à Tarasteix. Il quitte son ermitage en 1869 pour répondre à l'appel de son ordre et devenir maître des novices au couvent du Broussey.
Cependant la guerre franco-allemande de 1870 le déracine à nouveau. Tous les ressortissants allemands sont expulsés de France. Même s'il est exempté de cette mesure par le gouvernement français, et que le reste de sa famille proche vit également en France, il choisit de s'exiler à Genève, en Suisse à partir d'octobre. Il entend rapidement parler du grand nombre de prisonniers français détenus dans la prison de Spandau, située juste à l'extérieur de Berlin (à cette époque). Malgré sa santé défaillante, il se porte volontaire pour s'occuper d'eux, et s'installe à Berlin en novembre. Il y trouve un établissement surchargé de plus de cinq mille prisonniers vivant dans des conditions sordides, dont près de 10 % souffrent de maladies infectieuses graves, y compris la variole.
Le père Augustin-Marie intervient comme aumônier de la prison. Il travaille sans relâche pour atténuer les souffrances des prisonniers français, distribuer des fournitures de secours en plus des services spirituels qu'il procure. Il dit la messe chaque jour, devant plus de cinq cents participants, et confesse fréquemment les soldats.
Il commet cependant une imprudence en délivrant les derniers sacrements à deux prisonniers (malades de la variole) de ses propres mains, au lieu d'utiliser la spatule prescrite. Deux mois plus tard, il présente les symptômes de la variole. Il meurt le 20 janvier 1871.

### Sépulture et reliques

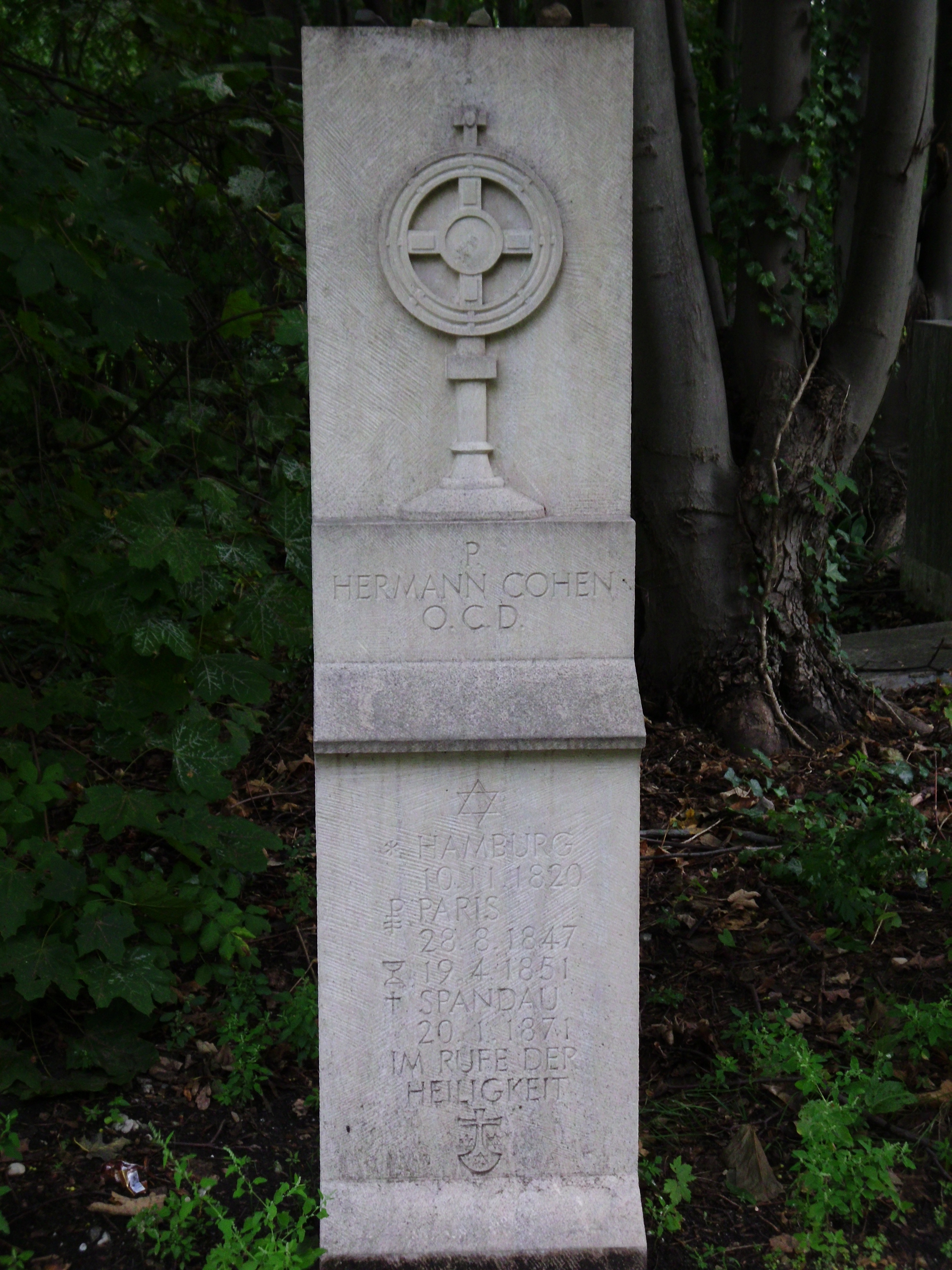
Pierre tombale dun père Hermann Cohen au cimetière de la cathédrale Sainte-Edwige de Berlin (Sep. 2011)

Son corps est enterré à la crypte de la cathédrale Sainte-Edwige de Berlin. Après la destruction de l'église (durant la Seconde Guerre mondiale) lors du bombardement du 2 mars 1943, sa tombe reste intacte, mais l'église étant détruite, ses restes sont transférés au cimetière de la cathédrale jouxtant l'édifice. Sa tombe est alors entretenue par les amis du carmel de Berlin.
En 2004, les carmes déchaux de la province d'Avignon-Aquitaine demandent à faire transférer les reliques du père Augustin-Marie dans leur couvent du Broussey. Après des démarches canoniques et légales, le 2 décembre 2008, la sépulture est exhumée, et le cercueil ouvert. La commission procédant à l'exhumation notera sa surprise de retrouver des ossements complets et en très bon état, malgré deux translations de reliques, et un décès vieux de plus de 130 ans. Les reliques ont été transférées au couvent du Broussey (Rions), couvent où il était entré dans l'Ordre du Carmel.
Le 15 avril 2010, les restes du père Augustin-Marie sont installés solennellement dans un tombeau situé à l'entrée de l'église du couvent du Broussey.

### Béatification
Le procès en demande de béatification du Père Augustin-Marie du Très Saint Sacrement a été ouvert le 16 janvier 2016 à Bordeaux,.

## Œuvres

### Musique pour piano
- Fantaisies et thèmes d'opéra
- Fleurs d’hiver, danses pour piano
- Douze Pièces pour virtuose
- Nuit vénitienne, nocturne
- Schlummerlied (1841), berceuse
- Les Bords de l'Elbe

### Musique religieuse
- Cinq recueils de chants sacrés avec accompagnement :
  - Gloire à Marie (1849), 32 cantiques
  - Amour à Jésus-Christ (1851), 32 cantiques et 8 motets
  - Fleurs du Carmel (1869), 19 cantiques et 6 motets
  - Couronnement de la Madone
  - Thabor (1870), 20 cantiques et un motet
- Messa a Tre Voci (1852), transcrite pour chœur et solistes en 1856

### Textes
- T. R. P. Hermann, Le Catholicisme en Angleterre : discours prononcé au Congrès de Malines, Paris, C. Douniol, 1864, 29 p.. Discours prononcé en anglais par le Père Hermann.

## Sources
- (en) Cet article est partiellement ou en totalité issu de l’article de Wikipédia en anglais intitulé « Hermann Cohen (Carmelite) » (voir la liste des auteurs).

## Annexe